# P.L. Behrend
Peter Ludvig Behrend (født 30. juli 1825 i København, død 21. november 1883 sammesteds) var en dansk overretsassessor, far til Aage og William Behrend.
Han var en søn af vekselmægler Israel (døbt Christian Vilhelm) Behrend (1793 - 30. marts 1843) og Kirstine født Meyer (1796-1867), blev 1842 student fra Det von Westenske Institut og 1848 juridisk kandidat, var fra 1849 til 1855 fuldmægtig hos forskellige højesteretsadvokater (først hos højesteretsadvokat Carl Liebenberg, 1854 hos højesteretsadvokat C.E. Rotwitt), fra 1855 til 1860 auditør i Armeen og konstitueredes i samme tidsrum gentagne gange i civile dommerembeder, blev 1860 assessor i Kriminal- og Politiretten, i hvilken stilling han hurtig vandt et anset navn som en ualmindelig dygtig forhørsdommer; ved kgl. kommissorier blev det derfor også i den følgende tid jævnlig overdraget ham at foretage betydeligere kriminelle undersøgelser uden for København. Behrend behandlede derfor mange vigtige og omfattende kriminelle sager både i København og i det øvrige land. I Skivebogen XVIII, 1926, s. 125 og 130 (optrykt i "Gammel Brug og gammel Brøde", 1931, s. 114 og 118) har Jeppe Aakjær skildret Behrends virksomhed som kommissionsdommer i Salling 1866. 
1872 blev han assessor i Landsover- samt Hof- og Stadsretten i København, 1874 tillige næstformand i Sø- og Handelsretten, en stilling, som han dog på grund af sin svækkede helbred allerede opgav 1877. Af samme grund frabad han sig i 1876 efter kun seks års virksomhed genvalg som medlem af Københavns Borgerrepræsentation, en stilling, som han omfattede med stor interesse, og i hvilken han gjorde fortrinlig fyldest. Blandt andet kritiserede han politidirektør Vilhelm Crone i tilfælde, hvor det var påkrævet. Han døde 21. november 1883 i København. 28. juli 1866 var han blevet Ridder af Dannebrog.
19. maj 1860 ægtede han i Helligåndskirken Marie Elisabeth Amalie Ravn (2. august 1838 i København - 14. oktober 1892 i Fredericia), datter af bud i Generalkommissariatskollegiet, senere fyrbøder i Krigsministeriet Christian Henrik Christiansen Ravn (død 1858) og Mette Marie født Hansen (død 1841). 
Han er begravet på Garnisons Kirkegård.